# Oana Gregory
Oana Gregory (născută Oana Grigoruț, n. 9 ianuarie 1996, Negrești-Oaș, România) este o tânără actriță, cunoscută pentru rolurile sale din serialele Disney.

## Biografie
Oana Grigoruț sau Oana Gregory s-a născut în orașul Negrești-Oaș, avându-i ca părinți pe Dumitru și Mariana Gregoruț. La vârsta de 6 ani, ajunge să se mută împreună cu familia în Statele Unite.
Imediat după ce a ajuns la Hollywood, Oana a început să facă print-modeling și reclame de publicitate TV.
A jucat în filmul „Spork” (2010), în productiile Disney „Kickin’ It” (anul 2011) și „Lab Rats”, în anii 2012-2014 a jucat rolul principal în serialul „Crash & Bernstein”, unde a interpretat-o pe Amanda. Pentru rolul Amandei, Oana a fost aleasă din peste 2600 de persoane participante la casting. Serialul s-a difuzat în 26 de țări.

## Premii
La 10 ani Oana Gregory a câștigat titlul de „actrița anului" la preadolescenți și a fost declarată primul „Runner-up" - „modelul anului", tot la preadolescenți în cadrul concursului organizat de International Models & Talent Association.